# 産経新聞東京本社
産経新聞東京本社（さんけいしんぶん とうきょうほんしゃ）は、関東、東北、甲信越及び静岡県を対象地域とした産業経済新聞社（産経新聞）の地域本社であるとともに、法人登記上の本部・本店でもある。正式名称は「株式会社 産業経済新聞社 東京本社」。
2019年の発行部数は56万部であり、大阪本社版（夕刊含む）の114万部の半分以下である。また、2002年に全国紙として初めて夕刊を廃止した。東京本社版全体売り上げの93%を関東・静岡地区が占めており、首都圏以外の東日本の地域での販売部数は非常に少ない。2020年（令和2年）10月以降、経営合理化のため紙版の販売を関東1都6県と静岡県、宮城県に絞り込み、その他の地域は子会社の産経デジタルが運営する産経電子版でカバーすることになった。

## 概要
1933年（昭和8年）に大阪市で『日本工業新聞』として創刊され、近畿地区を中心に発行されていた『産業経済新聞』は当初、国の政策的な理由で『日本産業経済』（現・日本経済新聞）との間で取材・活動地域の棲み分けを行ったため、東日本には拠点がなかった。

産業経済新聞社創業者で初代社長の前田久吉は、1946年（昭和21年）、関東への足掛かりを築くため戦前に経営に関与していた『時事新報』（福澤諭吉が創刊した新聞）を復刊したが、直後に公職追放に遭う。前田の公職追放が解除された1950年（昭和25年）3月、産業経済新聞社も東京支社を立ち上げ、産業経済新聞の印刷を開始した。これにより産経と日経との棲み分けは崩れ、日経も翌1951年、大阪支社を創設して逆に関西へと進出した。
1955年、東京都千代田区大手町一丁目3番地の内閣印刷局大手町工場跡地に『サンケイ会館』が完成。同年、時事新報と紙面統合し、東京本社版の題号を『産經時事』に変更、また大阪の産経本社から分社化し『株式会社産業経済新聞東京本社』を設立した。産業経済新聞東京本社の社長には、元名古屋タイムズ理事社長で信越放送社長の勝田重太朗を、論説委員長には時事新報の主筆だった板倉卓造をそれぞれ迎えた。また時事新報社の社長で共同通信社初代理事長の伊藤正徳は産経時事の主幹となった。大阪本社版は『産業經済新聞』の題号のまま発行されたが、後に、東西で異なっていた題号は『産經新聞』に統一され、『サンケイ』を経て1988年5月29日付から再び『産經新聞』に変更された。
1963年（昭和38年）、大阪に8年も遅れてサンケイスポーツの発刊を開始。サンスポは関東最後発の全国紙系朝刊スポーツ紙として瞬く間に産経新聞の発行部数を上回り、晴れて産業経済新聞社は関東での収益体質を確立した。
2002年（平成14年）3月30日、日本の全国紙で初めて夕刊（首都圏のみ）の発行を廃止し、4月1日付け（実質的には定例の日曜夕刊の休刊日である3月31日付け）から、朝刊単独紙としてリニューアルした。産経の夕刊紙としての機能は継続して発行している夕刊フジに統合されたが、当日の販売は1都3県（茨城県・静岡県は除く）の駅・コンビニエンスストアでの即売のみを原則とし、宅配（茨城県の即売を含む）は、産経本紙朝刊との「1回配達」となった。なお2025年（令和7年）1月で夕刊フジが発行を終了するため、東日本でのフジサンケイグループによる夕刊時間帯発行の新聞系メディアは中央競馬専門紙の『競馬エイト』を除き無くなる。
大阪本社版は産経新聞社創業のルーツだった大阪新聞を統合したという事情により、引き続き朝夕刊セットでの発行を京阪神地区で行っており、夕刊フジも別に発行されている。

1ページ目のレイアウトは、1988年から2008年3月19日までは東京・大阪共通で上段中央に題字、左側に「朝の詩」、右側に日付・発行所クレジット・広告（当初なし）があったが、2008年3月20日の紙面刷新で1面左端を日替わりコラムにしたため、それらはやや右側にずらしたが、2013年4月1日の紙面刷新で大阪本社版や九州・山口特別版と同じ（上段中央に題字、左側に「朝の詩」と広告、右側に日付・発行所クレジット・購読申込み等の案内・広告）になった。（これは2009年10月1日に新創刊された九州・山口特別版も同じ。大阪本社版は従来に同じ）。

## 東京本社所在地
- 東京都千代田区大手町一丁目7番2号　〒100-8077 （東京サンケイビル）
  - 同じフジサンケイグループの不動産業者・株式会社サンケイビルが所有する「東京サンケイビル」に入居している。1990年代末に当地にあったサンケイ会館から建て替えられたが、読売新聞東京本社の建て替えと異なり、他の場所への仮移転はしなかった。
  - サンケイ会館が建設される前の産業経済新聞社東京支社は、大阪新聞社東京支社、時事新報社などが入居していた千代田区有楽町の大阪新聞東京ビルにあった。大阪新聞ビルは後にサンケイビルの手により建て替えられ、ラクチョウビルとなっている。
  - 1970年1月1日付で住居表示が実施される前は、千代田区大手町1丁目3番地と表記されていた[3]。
  - 最寄り駅である東京地下鉄（東京メトロ）・東京都交通局（都営地下鉄）の大手町駅とは地下通路で直結している。東京メトロ丸ノ内線の大手町駅近辺には産経新聞東京本社だけでなく、読売新聞東京本社（本社西側に隣接）や日本経済新聞東京本社がある。なお東京サンケイビルの直下を走り出入口が直結する丸ノ内線に限り、旧営団地下鉄の時代から産経新聞社が協賛金（命名権にほぼ同義）を支払って「サンケイ前」の副駅名を付けている。

## 東京本社の総局・支局

### 総局
- 仙台（東北）、さいたま、千葉、横浜

### 支局
北海道・東北
- 札幌、青森、盛岡、秋田、山形、福島

関東
- 水戸、宇都宮、前橋、臨海（東京都港区）

甲信越
- 新潟、長野、甲府

静岡県
- 静岡、浜松

過去には下町（東京都台東区）、東京みなみ（東京都世田谷区）、川崎にも支局が所在していた。

## 東京本社の印刷工場
- 江東※、千鳥（浦安）

いずれも分離子会社産経新聞印刷が運営。
江東センターは2009年（平成21年）11月末から本格稼働。それ以前は港区海岸に芝浦工場が存在した。
- 東北地方向けは、2015年3月までは産経本社と系列の仙台放送、地元の印刷会社のユーメディアなどが出資する「仙台新聞印刷」が運営する工場で印刷していた。以後は宮城県大和町にある読売新聞系の仙台高速オフセット社に委託し、仙台新聞印刷社は解散した。

埼玉県・群馬県・信越地方向けも、2019年3月までは所沢市にあった産経新聞印刷の工場で印刷していた。以後は読売新聞東京本社を通じて、同社の下請けを行う光村印刷に業務委託。光村は川越市の直営工場と、関連会社の光村高速オフセットが所有する群馬県藤岡市の工場で産経新聞の印刷を手掛けている。

なお、2020年10月から紙版の販売は山梨県を除く関東大都市圏（関東1都6県と静岡県）および宮城県に事実上絞り込まれており、甲信越地方と宮城以外の東北各県は産経電子版でカバーしている。

## 東京本社管内の地方版
- 東京版
- 多摩版
- 神奈川版
- 千葉版
- 埼玉版
- 茨城版
- 栃木版
- 群馬版
- 静岡版
- 甲信越版（新潟県・長野県・山梨県）
- 東北版（宮城県・青森県・岩手県・秋田県・山形県・福島県）

東京23区内は、かつて「東京版」と「下町版」の2つの版が存在していた。また、世田谷区など23区内の南部向けに「東京みなみ版」というのも一時期存在した。
神奈川県版は、「横浜版」、「川崎版」、「湘南版」、「相模版」とその地域別に分かれていたが、2002年に1つの県域版に統一された。
東北地方の県域版は、2006年に青森、岩手、秋田が「北東北版」、山形・福島が「山形・福島版」に統一された。さらに9月にはこの2版と宮城版を統合し、東北6県のニュースを扱う「東北版」に改編された。
2007年9月1日に東京を含む南関東1都3県と静岡が「首都圏・静岡版」に、茨城・栃木・群馬が「北関東版」に、新潟・長野・山梨が「甲信越版」に統一され、東京本社管内に於いての県域版は廃止されたが、読者から「地元の情報が少なくて困る」や「県域ニュースをもっと載せてほしい」との意見や苦情が多かったことから、2009年2月10日付から、関東1都6県と静岡県に限り、元の県版に戻した（但し、番組表に関しては従来通り各都県単位で掲載。広告に関しても各都県ごとに内容が一部異なる）。

### 補足
- 北海道向けは北海道新聞の新聞販売店に発売を委託し、都内向け15版（朝刊最終版）を空輸し札幌市等道央向けには夕刊配達時、他は翌朝の朝刊配達時にそれぞれ宅配されていたが、2020年3月をもって道新販売店での宅配の取り扱いを終了し（道央圏以外では2019年4月で終了）、2020年4月以降は北海道内においては、郵送での購読か産経電子版での購読に限られる[要出典]（ただし、産経新聞の東京本社版の購読サイトでは、2021年現在も半日から1日遅れの配達になる旨の誤表記がある）。また、道新販売店での取り扱い時においてもテレビ面の差し替えや道内版掲載はされていなかった。なお、本紙では制作していない北海道版（地域面）は、2016年12月1日から運用を開始した「産経電子版」で閲覧することが可能であったが、2021年現在では廃止されている。1975年頃までは、青森版が配布されていた（当時は国鉄の荷物列車を使っての配送だったため、締め切りが18時頃の6版が配達されていた。なお、大阪本社管内の一部を除く愛知県、岐阜県[注 2]では、現在でもこれとほぼ同じ時間の締め切りとなる6版が配達されている）。

## テレビ・ラジオ欄

### 最終面
地上波フルサイズ
※時刻軸のうち、2011年の地上デジタル完全移行後、未明の起点時間から午前7時台までは「朝」でまとめているが、7時ちょうどから開始される番組は「7:00」と書くべきを「00」としか書かれていない。（大阪・西部は起点～6時台と7時台の時刻軸は掲載されている）
- 首都圏版：NHK東京総合、NHK東京Eテレ、日本テレビ、テレビ朝日、TBSテレビ、テレ東、フジテレビ（番組欄は黄色のトーンを掛けている）
- 青森・岩手・秋田版

上段：青森テレビ、青森放送、青森朝日放送、秋田テレビ、秋田放送、めんこいテレビ、テレビ岩手、IBCテレビ
下段：NHK青森・盛岡・秋田総合、NHK青森・盛岡・秋田Eテレ、秋田朝日、岩手朝日テレビ
※NHK2局と秋田朝日・岩手朝日テレビは2行に分けて掲載。
- 宮城版：NHK仙台総合、NHK仙台Eテレ、仙台放送、TBCテレビ、ミヤギテレビ、東日本放送、福島テレビ
- 福島・山形版

上段：福島テレビ、福島放送、福島中央、テレビユー福島、さくらんぼテレビ、山形テレビ、テレビユー山形、YBCテレビ
下段：NHK福島・山形総合、NHK福島・山形Eテレ、仙台放送
※NHK2局と仙台放送は2行に分けて掲載。
- 山梨版：NHK甲府総合、NHK甲府Eテレ、YBSテレビ、テレビ山梨、テレビ朝日、テレ東、フジテレビ
- 長野版：NHK長野総合、NHK長野Eテレ、長野放送、信越放送、テレビ信州、長野朝日放送、テレ東
- 新潟版：NHK新潟総合、NHK新潟Eテレ、NST、新潟放送、テレビ新潟、UX新潟テレビ21、長野放送
- 静岡版：NHK静岡総合、NHK静岡Eテレ、テレしず、SBSテレビ、静岡朝日テレビ、Daiichi-TV、テレ東

BSハーフサイズ
- 各版共通（地上波番組表の下段）：NHK BS、BS日テレ、BS朝日、BS-TBS、BSテレ東、BSフジ、WOWOW プライム、 BS10、BS11 イレブン、BS12 トゥエルビ

※但し、福島・山形版は、一部の局のみ掲載。それ以外の局は中面に掲載。

### 中面
BS・CSテレビ
- 各版共通：WOWOWシネマ、WOWOWライブ、NHK BSプレミアム4K、BS10スターチャンネル 、J SPORTS1、BS日本映画、時代劇専門、J:COM BS、フジテレビONE、フジテレビTWO、フジテレビNEXT（青森、岩手、秋田、福島、山形は最終面に掲載されない BS局も併せて掲載）

地上波テレビ
- 首都圏南版：チバテレ、テレ玉、群馬テレビ、tvk、TOKYO MX1・2

- 首都圏北版：チバテレ、テレ玉、群馬テレビ、とちぎテレビ
- 青森・岩手・秋田版：tbcテレビ、ミヤギテレビ、東日本放送、仙台放送

- 宮城版、福島・山形版：日本テレビ、テレビ朝日、TBSテレビ、テレ東、フジテレビ

- 山梨版：tvk、日本テレビ、TBSテレビ、TOKYO MX1・2、群馬テレビ

- 長野版：日本テレビ、テレビ朝日、TBSテレビ、フジテレビ、群馬テレビ

- 新潟版：フジテレビ、信越放送、テレビ信州、長野朝日放送、テレ東

- 静岡版：日本テレビ、テレビ朝日、TBSテレビ、フジテレビ、tvk

#### ラジオ
- 首都圏南版：NHK東京ラジオ第1、NHK東京ラジオ第2、ニッポン放送（番組タイトルはゴシック体で表記）、TBSラジオ、文化放送、RFラジオ日本、栃木放送、Lucky FM、NHK東京FM、BAYFM、NACK5、TOKYO FM、J-WAVE、FMヨコハマ

- 首都圏北版：NHK東京ラジオ第1、NHK東京ラジオ第2、ニッポン放送（番組タイトルはゴシック体で表記）、TBSラジオ、文化放送、RFラジオ日本、栃木放送、Lucky FM、NHK東京FM、RADIO BERRY、BAYFM、NACK5、TOKYO FM。FM GUNMA、FM FUJI

- 青森・岩手・秋田版：NHK青森・盛岡・秋田第1、NHK青森・盛岡・秋田第2、青森放送、IBCラジオ、tbcラジオ、秋田放送、山形放送、NHK青森・盛岡・秋田FM、エフエム秋田、エフエム山形、Date fm
- 宮城版：NHK仙台ラジオ第1、NHK仙台ラジオ第2、TBCラジオ、ラジオ福島、山形放送、TBSラジオ、文化放送、ニッポン放送、NHK仙台FM、Date fm、エフエム秋田、エフエム岩手、ふくしまFM、エフエム山形、ラジオNIKKEI、AFN

- 福島・山形版：NHK福島・山形ラジオ第1、NHK福島・山形ラジオ第2、TBCラジオ、ラジオ福島、山形放送、TBSラジオ、文化放送、ニッポン放送、NHK福島・山形FM、Date fm、エフエム山形、ふくしまFM、エフエム秋田、ラジオNIKKEI、AFN

- 山梨版：NHK甲府ラジオ第1、NHK甲府ラジオ第2、ニッポン放送、TBSラジオ、文化放送、NHK甲府FM、K-MIX、TOKYO FM、FM FUJI、FMヨコハマ、YBSラジオ、CBCラジオ、東海ラジオ、SBSラジオ

- 長野版；NHK長野ラジオ第1、NHK長野ラジオ第2、ニッポン放送、TBSラジオ、文化放送、NHK長野FM、FM新潟、FM長野、FM FUJI、FM GUNMA、CBCラジオ、信越放送、新潟放送、東海ラジオ

- 新潟版：NHK新潟ラジオ第1、NHK新潟ラジオ第2、ニッポン放送、TBSラジオ、文化放送、NHK新潟FM、FM長野、エフエム山形、FM GUNMA、FM FUJI、FM新潟、山形放送、信越放送、新潟放送

- 静岡版：NHK静岡ラジオ第1、NHK静岡ラジオ第2、SBSラジオ、CBCラジオ、東海ラジオ、YBSラジオ、TBSラジオ、文化放送、ニッポン放送、NHK静岡FM、K-MIX、FM FUJI、TOKYO FM、FMヨコハマ、ラジオNIKKEI、AFN